# Gotegemberg
De Gotegemberg is een heuvel in het oosten van Erpe-Mere in België. Hij ligt op de westflank van de eerste heuvelrug van de Vlaamse Ardennen. Hij bevindt zich in de deelgemeente Mere nabij natuurgebied Den Dotter. 
Het hoogteverschil bedraagt ongeveer 35 meter (dal 29 meter en de top 64 meter boven zeeniveau).
De heuvel is bekend bij wielerliefhebbers uit de streek en dit heeft alles te maken met een zeer steil stuk dat zich op de helling bevindt (18%). 
Het hoogste punt van de heuvel ligt op de grens met buurgemeente Haaltert (Topmolen) op iets meer dan 64m hoogte. Deze weg heeft ook dienst gedaan voor opnames in de film de helaasheid der dingen dit ook omwille van het uitzicht over de Dendervallei.
Beneden de berg ligt een visvijver en ook een historische watermolen (de Gotegemmolen) die niet meer in bedrijf is.